# Heigenbrücken
Heigenbrücken est une commune allemande de Bavière, située dans l'arrondissement d'Aschaffenbourg et le district de Basse-Franconie.

## Géographie

Situation de Heigenbrücken (en rouge) dans la communauté d'administration (en violet) et dans l'arrondissement d'Aschaffenbourg

Heigenbrücken est située dans le massif du Spessart, dans la vallée de la rivière Lohr, à la limite avec l'arrondissement de Main-Spessart, à 22 km au nord-est d'Aschaffenbourg.
La commune est composée des deux villages de HeigenbrÜcken et Jakobsthal.
Heigenbrücken est le siège de la communauté d'administration du même nom, créée le 1er mai 2005 et qui regroupe les deux communes de Heigenbrücken et Heinrichsthal pour une population de 3 317 personnes en 2005 et une superficie de 11,25 km2.

## Histoire
La première mention écrite du village date de 1477 sous le nom de Heygerbruch. Il a appartenu au territoire de l'Électorat de Mayence, et, comme lui, a été incorporé au royaume de Bavière en 1814, dans l'arrondissement d'Aschaffenbourg. Heigenbrücken a été érigé en commune en 1818.
La commune de Jakobsthal, qui appartenait à l'arrondissement disparu d'Alzenau, a fusionné avec Heigenbrücken en 1972.

## Démographie
Village de Heigenbrücken seul :
| 1910 | 1933  | 1939  |
| ---- | ----- | ----- |
| 907  | 1 164 | 1 186 |

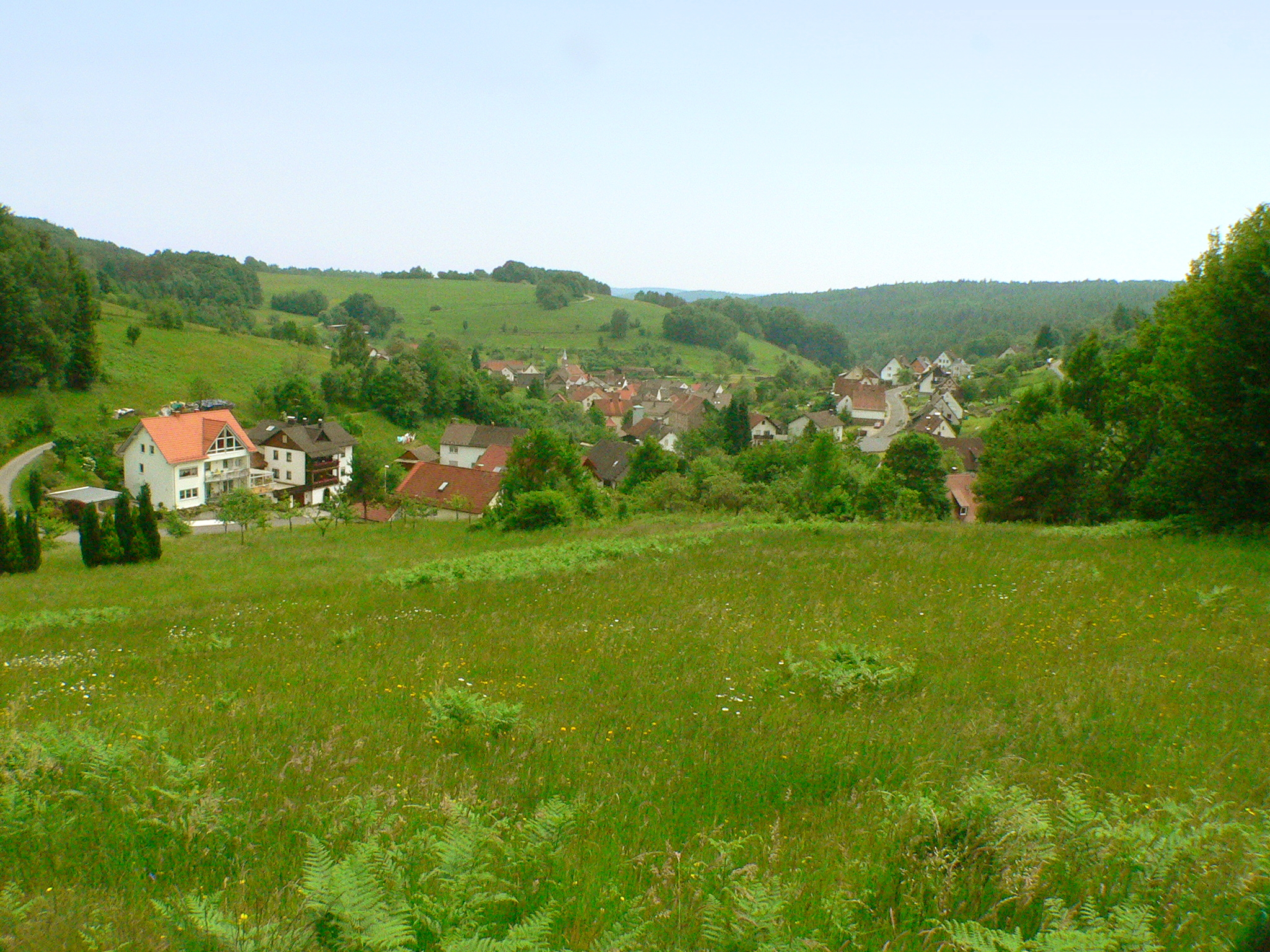
Vue du village de Jakobsthal

Commune de Heigenbrücken dans ses limites actuelles :
| 1910  | 1933  | 1939  | 1970  | 1987  | 2000  | 2003  | 2009  |
| ----- | ----- | ----- | ----- | ----- | ----- | ----- | ----- |
| 1 162 | 1 415 | 1 464 | 2 330 | 2 332 | 2 499 | 2 423 | 2 239 |